# ۱۵۳ (میلادی)
۱۵۳ (میلادی) صد و پنجاه و سومین سال تقویم میلادی است.
‎